# Porgi l'altra guancia (film)
Porgi l'altra guancia è un film del 1974 diretto da Franco Rossi e con protagonisti Bud Spencer e Terence Hill.

## Trama
Anno 1890. Padre Pedro e padre G. sono missionari in una comunità di indigeni che vive in un'isola dell'America centrale, subendo il colonialismo europeo e lo schiavismo del marchesato locale. I loro valori di uguaglianza non sono benvisti né dal governatore e direttore della Compagnia commerciale del centro America, il marchese Gonzaga, né dalle alte sfere della chiesa cattolica che invece sfruttano la popolazione locale imponendo prezzi bassi sulle merci locali. Recandosi a Maracaibo per vendere merci per la missione, i due vengono a contatto con gli scagnozzi di Gonzaga e ne nascono diversi tafferugli che culminano in una rissa generale che finisce con l'arrivo della polizia e con il rogo della nave dei due missionari.
Per recuperare un'altra nave padre G. trova la soluzione in una barca a vapore, ma non hanno soldi per cui padre G. ruba l'anello del vescovo e vanno a giocare in una bisca per incassare soldi al fine di riscattare l'anello e riportare alla missione il ricavato andato perduto con la nave. Padre Pedro, però, non crede alla fortuna e capisce che Padre G. aveva a che fare con il gestore della bisca. Il ritorno non avviene come pensato perché vengono sequestrati con la barca e portati dal marchese Gonzaga che comprende come loro tengano al sicuro i suoi schiavi fuggiti per cui il marchese chiede ed ottiene dal vescovo che padre Pedro e padre G. siano trasferiti in un'altra missione sotto il diretto controllo di Gonzaga. Tutto questo non è accettato di buon grado dai due missionari, che alla prima occasione liberano tre prigionieri condannati a morte e scappano a bordo della loro nuova barca.
Mentre stanno tornando a casa, padre G. rivela che, anni prima, era stato un carcerato e che aveva rubato la tonaca a padre Clementino, conosciuto proprio nella prigione della Caienna. Padre Pedro, infuriato, lo lancia con un pugno fuori dalla nave e padre G. lascia il suo "indirizzo" dentro una bottiglia di champagne rubata a Gonzaga. Quando torna alla missione, padre Pedro trova dei nuovi missionari, e un uomo del vescovo che gli ordina di rimpatriare, perché in quella missione si praticavano magie e c'erano idoli pagani. Allora padre Pedro decide di andare a trovare padre G., che intanto ha fondato una nuova comunità di persone che vivono sugli alberi, guardacaso le stesse che sono fuggite e sono ricercate da Gonzaga.
Padre G., insieme alla sua comunità, va all'anniversario dello sbarco dei Conquistadores, mentre padre Pedro in segreto si nasconde tra la folla che attende la parata, a cui avrebbe partecipato anche il vescovo. La folla e soprattutto padre Pedro, però, nota che il vescovo sta facendo un discorso imprevisto, in cui dice che tutto quello che è di Gonzaga, è di tutti: questo perché Padre G. sta minacciando il vescovo con una pistola per fargli dire che tutte le persone nella comunità hanno gli stessi diritti. Subito dopo la folla assalta i magazzini di Gonzaga, e quest'ultimo ordina che padre G. sia impiccato. Ma padre Pedro, all'ultimo minuto, fa accendere dei fuochi d'artificio che provocano della nebbia a causa della combustione e si scatena una rissa che viene vinta da padre Pedro e da padre G., che si danno poi alla fuga. Infine i due diventeranno i capi della comunità sugli alberi, dove tutti vivranno in pace (tranne padre Pedro e padre G.).

## Distribuzione
Il film venne distribuito nelle sale cinematografiche italiane dalla Titanus dal 21 dicembre 1974. In Francia uscì con il titolo Les deux missionnaires ("I due missionari") il 18 giugno 1975.

## Accoglienza

### Incassi
Il film è stato il terzo maggiore incasso nella stagione cinematografica italiana 1974-75 con L. 4.833.540.000.